# Смольянинов, Артур Сергеевич
Арту́р Серге́евич Смольяни́нов (род. 27 октября 1983, Москва) — российский актёр театра, кино, телевидения, озвучивания и дубляжа, театральный режиссёр, певец и автор песен. Солист латвийской рок-группы «cheLovek».

## Биография

### Ранние годы
Родился 27 октября 1983 года в Москве. Отец — Сергей Яковлевич Поволоцкий, преподаватель музыки, еврей; ушёл из семьи, когда Артуру было 5 лет. Мать — Мария Владимировна Смольянинова, художница, учительница рисования, русская; прапраправнучка купца Саввы Морозова-старшего. Отчим — Сергей Львович Николаев, лингвист. Крёстный отец Артура — Иван Охлобыстин. Сводный брат — Антон Сергеевич Николаев, художник.
Детство и юность Артур провёл в городе Калининграде (с 1996 года — Королёв) Московской области. У Артура есть два младших брата и сестра. Его единоутробный брат Емельян Николаев отбывает 19-летний срок за участие в убийствах и нападениях на националистической почве. Одной из жертв Николаева и его сообщников стал сын бизнесмена Хусама Аль-Халиди — Алан.

### Личная жизнь
В 2013 году женился на актрисе Дарье Мельниковой. 27 октября 2015 года, в день рождения Артура, у пары родился сын, которого назвали в честь отца — Артуром. 7 декабря 2018 года у Смольянинова и Мельниковой родился второй сын Марк. В 2021 году Смольянинов и Мельникова развелись.
Увлекается футболом, болеет за футбольный клуб «Спартак» (Москва).

## Карьера
Путь в мир кино Смольянинову открыл актёр и режиссёр Валерий Приёмыхов. Фильм «Кто, если не мы» вышел на экраны в 1998 году, а когда проходили съёмки, Артуру было 14 лет. Когда Приёмыхов умер, Артур очень тяжело это пережил. Сразу после удачного кинодебюта Артур сыграл в фильме «Триумф», который вышел в 2000 году.
В 2000 году, после законченной экстерном средней школы в 16 лет поступил, а в 2004 году окончил режиссёрский факультет по специальности «Актёрское искусство» Российской академии театрального искусства (ГИТИС) (руководитель курса — Леонид Ефимович Хейфец). К этому времени Смольянинов уже имел за плечами почти десяток работ в кино и на телевидении.
Широкую известность актёру принесла роль Лютого в фильме об афганской войне «9-я рота». Фильм вышел в 2005 году. Режиссёром картины выступил Фёдор Бондарчук.
В 2006 году Смольянинов был принят в труппу Московского театра «Современник». В дипломных спектаклях играл папу в «Семейных ситуациях» Биляны Срблянович, Вихорева в «Не в свои сани не садись» А. Н. Островского. В репертуаре артиста были — Солёный в спектакле «Три сестры» А. П. Чехова, Датский король в «Ещё раз о голом короле» Леонида Филатова, Помпей и Гонец в спектакле «Антоний&Клеопатра. Версия» по пьесе Олега Богаева и Кирилла Серебренникова по мотивам трагедии «Антоний и Клеопатра» Уильяма Шекспира, принц Гиальмар в спектакле «Мален» по пьесе «Принцесса Мален» Мориса Метерлинка. В начале 2022 года ушёл из «Современника».
В 2012 году на экраны вышел сериал под названием «Самара», в котором Артур Смольянинов сыграл главную роль — врача службы скорой медицинской помощи Олега Самарина («Самары»). Затем в 2014 году вышел второй сезон сериала — «Самара 2», где Артур играл вместе с Дарьей Поверенновой.
В 2014 году принимал участие в паре с олимпийской чемпионкой Татьяной Тотьмяниной в спортивно-развлекательном ледовом телешоу «Ледниковый период — 5» на «Первом канале».
27 января 2022 года в прокат вышел фильм «Мария. Спасти Москву» режиссёра Веры Сторожевой, в котором актёр исполнил одну из главных ролей.
Осенью 2022 года уехал из России.
С декабря 2022 года — ведущий подкаста «Просто песня!» интернет-издания Meduza.
В январе 2023 года рассказал в интервью изданию «Новая газета — Европа», что работает в Латвии, принял участие в возобновлённом проекте «Гражданин поэт» и активно развивает свою карьеру в Латвии.
С января 2024 г. — ведущий подкаста «Переживём» на Deutsche Welle.

## Общественная позиция
Входит в совет попечителей фондов «Подари жизнь», организованного Чулпан Хаматовой и Диной Корзун, помогающего детям с онкогематологическими заболеваниями, и «Галчонок», помогающего детям с органическими поражениями центральной нервной системы. Неоднократно принимал участие в благотворительных акциях.
Находится в базе данных сайта «Миротворец» с 2017 года за участие в съёмках фильма «Калашников» и сериала «Крым», снятого на аннексированной территории Украины — в Республике Крым.
Выступил против военного вторжения России на Украину в 2022 году. В октябре 2022 года на актёра было заведено административное дело о «дискредитации армии», а в январе 2023 года глава СК РФ Александр Бастрыкин поручил возбудить уголовное дело против актёра из-за антивоенных высказываний.
13 января 2023 года Министерством юстиции России внесён в список физических лиц «иностранных агентов». В мае того же года Росфинмониторинг внёс актёра в список террористов и экстремистов. Участник Антивоенного комитета России.

## Творчество

### Театр
Московский театр «Современник»
Актёрские работы
- 2006 — «Голая пионерка» по одноимённому роману Михаила Кононова (режиссёр-постановщик — Кирилл Серебренников; премьера — 3 марта 2005 года) —
- 2006 — «Ещё раз о голом короле» по одноимённой пьесе Леонида Филатова (постановка — Михаил Ефремов, режиссёр — Никита Высоцкий; премьера — 2001 год) — Датский король
- 2006 — «Антоний & Клеопатра. Версия» по пьесе Олега Богаева и Кирилла Серебренникова по мотивам трагедии «Антоний и Клеопатра» Уильяма Шекспира (режиссёр — Кирилл Серебренников; премьера — 4 октября 2006 года) — Помпей / Гонец
- 2007 — «Мален» по пьесе «Принцесса Мален» Мориса Метерлинка (режиссёр — Владимир Агеев; премьера — 30 мая 2007 года) — Принц Гиальмар
- 2008 — «А вам не хотится ль под ручку пройтиться?..», 75 минут поэзии, любви и музыки (режиссёр — Игорь Кваша; премьера — 4 февраля 2008 года, спектакль приурочен к 75-летию Игоря Кваши) — Чтец
- 2008 — «Три сестры» по одноимённой пьесе А. П. Чехова (режиссёр-постановщик — Галина Волчек; премьера — 26 марта 2008 года) — Василий Васильевич Солёный, штабс-капитан
- 2008 — «Шарманка» по одноимённой пьесе Андрея Платонова (постановка — Михаил Ефремов; премьера — 26 мая 2008 года) — Евсей, заместитель заведующего кооперативной системой в далёком районе Щоева
- 2009 — «Спектакль» по одноимённой пьесе Михаила Покрасса (режиссёр — Михаил Покрасс; спектакль шёл в рамках проекта «Опыты»; премьера — 17 января 2009 года) — Макс (Лаэрт)[30]
- 2009 (по март 2015 года) — «Мурлин Мурло» по одноимённой пьесе Николая Коляды (постановка — Галина Волчек, режиссёр — Сергей Гармаш; премьера — 26 марта 2009 года; обновлённая версия спектакля, шедшего на сцене театра с 1990 по 2008 годы) — Михаил[31]
- 2010 — «Джентельменъ» по одноимённой комедии 1897 года А. И. Сумбатова-Южина (постановка — Евгений Каменькович; премьера — 5 февраля 2010 года) — Ларион Денисович Рыдлов, сын главы торгового дома «Рыдлова вдова и Чечков» Ольги Спиридоновны Рыдловой
- 2011 — «Горбунов и Горчаков» по мотивам одноимённой драматической поэмы Иосифа Бродского (постановка — Евгений Каменькович, режиссёр — Вера Камышникова; премьера — 14 октября 2011 года) — Горчаков[32]
- 2013 — «Горячее сердце» по одноимённой комедии А. Н. Островского (постановка — Егор Перегудов; премьера — 26 апреля 2013 года) — Тарас Тарасыч Хлынов, богатый подрядчик
- 2014 — «Посвящается Ялте» по одноимённой поэме Иосифа Бродского и сонате № 1 для виолончели и фортепиано Альфреда Шнитке (идея — Артур Смольянинов и Борис Андрианов, постановка — Артур Смольянинов; премьера — 2 ноября 2014 года) — все мужские роли
- 2016 — «Не покидай свою планету», сценическая фантазия на тему повести «Маленький принц» Антуана де Сент-Экзюпери (постановка — Виктор Крамер; премьера — 30 марта 2016 года в рамках проекта «Представляем друзей») — все роли (все роли в спектакле поочерёдно исполняли два артиста: в одном случае — Константин Хабенский, в другом — Артур Смольянинов)[33]

Режиссёрские работы
- 2014 — «Посвящается Ялте» по одноимённой поэме Иосифа Бродского и сонате № 1 для виолончели и фортепиано Альфреда Шнитке (идея — Артур Смольянинов и Борис Андрианов, постановка — Артур Смольянинов; премьера — 2 ноября 2014 года)

### Фильмография
| Год       |   | Название                                            | Роль                                               |
| --------- | - | --------------------------------------------------- | -------------------------------------------------- |
| 1998      | ф | «Кто, если не мы»                                   | Толик Андреев (Толясик)                            |
| 2000      | ф | «Триумф»                                            | «Кныш», главарь подростковой банды «Рентгены»      |
| 2002—2004 | с | «Тайный знак»                                       | Иван Иванович Савин («Вано»)                       |
| 2002      | с | «Закон»                                             | Андрей Свалов, член банды Крохмаля                 |
| 2003      | ф | «Шик»                                               | Гека                                               |
| 2003      | ф | «Папа»                                              | Лёнчик                                             |
| 2003      | ф | «Сыщик без лицензии» (фильм № 1 «Рассудок маньяка») | Алексей Коренев, лаборант в НИИ                    |
| 2004      | ф | «Марс»                                              | Григорий                                           |
| 2005      | ф | «9 рота»                                            | Олег Лютаев («Лютый»), рядовой / младший сержант   |
| 2005      | ф | «Убойная сила 6» (фильм № 8 «Казачий разъезд»)      | Валерий Панин                                      |
| 2006      | с | «Девять месяцев»                                    | Толик, санитар                                     |
| 2006      | ф | «Последний забой»                                   | Андрей                                             |
| 2006      | ф | «Жара»                                              | Артур Донсков, студент театрального вуза           |
| 2007      | ф | «1612»                                              | Костка, друг Андрея                                |
| 2007      | ф | «Нирвана»                                           | Валера Мёртвый                                     |
| 2008      | ф | «Тот, кто гасит свет»                               | Александр Орлов, лейтенант милиции                 |
| 2008      | ф | «На краю стою»                                      | Андрей Стахов, пограничник                         |
| 2009      | ф | «Будь со мной»                                      | Роман                                              |
| 2009      | ф | «Книга мастеров»                                    | Янгул, предводитель ардаров                        |
| 2009      | ф | «Я»                                                 | я                                                  |
| 2010      | ф | «Ирония любви»                                      | Антон, приятель Ивана                              |
| 2010      | ф | «Утомлённые солнцем 2. Предстояние»                 | Юрок, штрафник                                     |
| 2010      | ф | «Ёлки»                                              | Лёха Зайцев, вор                                   |
| 2010      | ф | «Дочь якудзы»                                       | следователь                                        |
| 2011      | ф | «Утомлённые солнцем 2. Цитадель»                    | Юрка, штрафник                                     |
| 2011      | ф | «Пять невест»                                       | Вадим Михайлович Добромыслов, военный лётчик       |
| 2011      | ф | «Без мужчин»                                        | Сергей                                             |
| 2011—2014 | с | «Самара»                                            | Олег Александрович Самарин, врач скорой помощи     |
| 2011      | ф | «Фантом»                                            | Юрий                                               |
| 2012      | ф | «Духless»                                           | Авдей, глава группы «Свободные радикалы»           |
| 2012      | ф | «Мой парень — ангел»                                | Серафим, ангел / Сергей, двойник Серафима          |
| 2012      | с | «Белая гвардия»                                     | Сашко Бойко, адъютант                              |
| 2012      | ф | «Сказка. Есть» (новелла «Детство навсегда»)         | Заяц                                               |
| 2012      | ф | «Любовь с акцентом» (новелла «Свадьба»)             | Саша, молодой доктор                               |
| 2012      | ф | «Виртуальная любовь»                                | Тимур «Grey»                                       |
| 2010      | ф | «День»                                              | Имя персонажа не указано                           |
| 2013      | ф | «12 месяцев»                                        | Ноябрь                                             |
| 2013      | ф | «Восьмёрка»                                         | «Буц», криминальный авторитет                      |
| 2013      | ф | «Гетеры майора Соколова»                            | Евгений Клюев, капитан госбезопасности             |
| 2013      | ф | «Привычка расставаться»                             | Антон                                              |
| 2013      | ф | «Война Принцессы»                                   | Кныш                                               |
| 2014      | ф | «Ёлки 1914» (новелла «Фигуристы»)                   | Пётр Кузнецов, сотрудник царской полиции, фигурист |
| 2014      | ф | «Архи»                                              | танкист                                            |
| 2014      | ф | «Занесло» / Redirected                              | Донцюс, грабитель-полицейский                      |
| 2016      | ф | «Витюша» (короткометражка)                          | Витюша                                             |
| 2017      | ф | «Пассажир» (короткометражка)                        | Николай Басов, советский космонавт                 |
| 2017      | ф | «Не вместе»                                         | Никита Кучевасов                                   |
| 2017      | ф | «Яна+Янко»                                          | Тимофей                                            |
| 2017      | ф | «Жизнь впереди»                                     | Григорий Киселёв («Кисель»), друг Игоря            |
| 2018      | ф | «Всё или ничего»                                    | Денис, вор-домушник                                |
| 2018      | с | «Конная полиция»                                    | Сергей Волков, криминальный полицейский            |
| 2019      | с | «Ростов»                                            | Алексей Никанорович Козырев                        |
| 2019      | ф | «Доктор Рихтер 3»                                   | Виктор Васильевич Рязанцев, капитан полиции        |
| 2020      | ф | «Калашников»                                        | Василий Фёдорович Лютый, инженер-оружейник         |
| 2020      | ф | «Найден жив»                                        | Николай «Леший»                                    |
| 2020      | с | «Волк»                                              | Безрук                                             |
| 2021      | с | «За час до рассвета»                                | Дмитрий Копырин («Буян»)                           |
| 2021      | с | «Выжившие»                                          | Шадрин                                             |
| 2021      | с | «Вне себя»                                          | Цыган                                              |
| 2021      | ф | «Еврей»                                             | Михаил Красницкий                                  |
| 2022      | ф | «Мария. Спасти Москву»                              | отец Владимир                                      |
| 2022      | ф | «Единица Монтевидео»                                | участковый                                         |
| 2022      | с | «Монастырь»                                         | Алексей                                            |

### Озвучивание

#### Фильмы
- 2006 — «Бумер. Фильм второй» — Китаец (Турар Мурталиев)
- 2006 — «Заяц над бездной» — Лаутар, жених Анны, скрипач (Вартан Даракчян)
- 2010 — No problem — Славик (Григорий Гандлевский)
- 2017 — Подвал

#### Мультфильмы
- 2011 — «Иван Царевич и Серый Волк» — Серый Волк
- 2014 — «Алиса знает, что делать!» — генералиссимус Чапад, лаборант Ипад

##### Дубляж
- 2017 — «Стань легендой! Бигфут младший» — Бигфут[34]

### Видеоклипы
- 2006 — песня «Под запретом» группы Non Stop[35]
- 2016 — песня «Обычный человек» (альбом «Дивный новый мир») рок-группы Louna[36]
- 2018 — песня «Грустные люди» рок-группы «Ночные снайперы»[37]
- 2022 — песня «С Новым годом, сынок» рок-группы «Ногу свело!»[38][28]
- 2024 — песня « Elsinore» в составе группы CheLovek

### Музыка
Первый состав группы, собравшийся в Петербурге в 2020 году, назвали «Смола». После эмиграции Смольянинова в Латвию собрался новый состав под названием «cheLovek» (гитарист Янис Руньгис, басист Станислав Юдин, клавишник Эвалд Лазаревич и ударник Кришьянис Бремшс).

## Награды

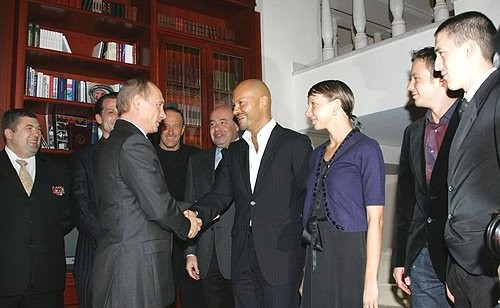
Артур Смольянинов (крайний справа) во время встречи Владимира Путина со съёмочной группой фильма «9-я рота», 2005 год

- 1998 — приз «Лучший актёр-подросток» на VIII Международном кинофестивале детских фильмов в «Артеке» — за роль Толясика в художественном фильме «Кто, если не мы» (1998) режиссёра Валерия Приёмыхова.
- 2006 — лауреат премии «Кинонаграды MTV Россия» в номинации «Прорыв года» — за роль рядового (затем младшего сержанта) Олега Лютаева («Лютого») в художественном фильме «9 рота» (2005) режиссёра Фёдора Бондарчука[41].
- 2006 — номинант кинопремии «Ника» в номинации «Лучшая мужская роль» — за роль рядового (затем младшего сержанта) Олега Лютаева («Лютого») в художественном фильме «9 рота» (2005) режиссёра Фёдора Бондарчука.
- 2006 — лауреат молодёжной негосударственной премии в области высших достижений литературы и искусства «Триумф» (7 декабря 2006 года).